# Mozaikszók listája: O, Ó, Ö, Ő
Ezen a lapon az O, Ó, Ö és Ő betűvel kezdődő mozaikszók ábécé rend szerinti listája található. A kis- és nagybetűk nem különböznek a besorolás szempontjából.

## Lista: O, Ó
- OECD – Organization for Economic Cooperation and Development (Gazdasági Együttműködési és Fejlesztési Szervezet)
- OEP – Országos Egészségbiztosítási Pénztár
- OFI – Oktatáskutató és Fejlesztő Intézet
- OH – Oktatási Hivatal
- OKI – Országos Közoktatási Intézet
- OKTV – országos középiskolai tanulmányi verseny
- OFM – Ordo Fratrum Minorum (Kisebb Testvérek Rendje – Ferences rend)
- Ofotért – Optikai Finommechanikai és Fotocikkeket Értékesítő Vállalat
- OGY – Országgyűlés
- OGYI – Országos Gyógyszerészeti Intézet
- OGYK – Országgyűlési Könyvtár
- OLED – organic light-emitting diode
- OMIKK – Országos Műszaki Információs Központ és Könyvtár
- OMG – Oh My God (Istenem!)
- OPEC – Organization of the Petroleum Exporting Countries (Kőolaj-exportáló Országok Szervezete)
- OR – Országos Rabbiképző
- ORFK – Országos Rendőr-főkapitányság
- OSZK – Országos Széchényi Könyvtár
- OSZT – Országos Szakképzési Tanács
- ÓTE – Óbudai Torna Egylet
- OTI – Országos Társadalombiztosító Intézet (Az SZTK elődje)
- OTP – Országos Takarékpénztár és Kereskedelmi Bank Rt.
- OMSZ
  - Országos Mentőszolgálat
  - Országos Meteorológiai Szolgálat
- OVB – Országos Választási Bizottság
- Oy – (ejtsd: oü) osakeyhtiö (részvénytársaság, finn)

## Lista: Ö, Ő
- ÖMV – Österreichische Mineralölverwaltung Aktiengesellschaft